# آکادمی سلطنتی هنرهای دراماتیک
آکادمی سلطنتی هنرهای دراماتیک (به انگلیسی: Royal Academy of Dramatic Art) یک مدرسه نمایشی در لندن، انگلستان است که آموزش حرفه‌ای را برای تئاتر، فیلم، تلویزیون و رادیو ارائه می‌دهد. در منطقه بلومزبری لندن مرکزی، نزدیک به سنت‌ هاوس دانشگاه لندن مستقر است و یکی از اعضای مؤسس فدراسیون مدارس درام است.

## دانش‌آموختگان سرشناس
- جما آرترتون
- یوناس آرمسترانگ
- لیسا آیشهورن
- برایان اپستاین
- ریچارد اتنبورو
- مارک ادی
- اریکا اسلزاک
- تیموتی اسپال
- نیکولاس اسمیت
- ایملدا استنتون
- جولیت استیونسون
- دنهلم الیوت
- رابرت انگلوند
- پیتر اوتول
- سوفی اوکوندو
- تره‌ور ایو
- کلایو اوون
- ایو بست
- کنت برانا
- دیوید بردلی
- تام برک
- دیوید برک
- ریچارد بکینسیل
- آلن بیتس
- شان بین
- پاملا براون
- جاناتان پرایس
- آنتونی پلنا
- ربکا پیدگئون
- آدریان ترنر
- مارگارت تیزک
- درک جاکوبی
- سلیا جانسون
- آلیسون جانی
- لایونل جفریس
- گلندا جکسون
- جوآن سیمز
- جما جونز
- مگی جیلنهال
- لوئیس جیمسون
- اونا کاستیلا چاپلین
- تسای چین
- آرتور دارویل
- تیموتی دالتون
- دویکا رانی
- ریچل رابرتس
- فلورا رابسون
- مارگارت رادرفورد
- رانلد پیکاپ
- جویس ردمن
- جولی ریچاردسون
- رابرت رید
- جین ریس
- جان ریس-دیویس
- آندره‌آ ریسبرو
- آلن ریکمن
- دایانا ریگ
- کلود رینس
- ماریان ژان-باپتیست
- پیتر سالیس
- جرج برنارد شاو
- رابرت شاو
- فیونا شاو
- رالف فاینس
- برایان فوربز
- فرانک فینلی
- آلبرت فینی
- جسیکا کاپشاو
- جوآن کالینز
- بن کراس
- آنتونی کوایلی
- تام کورتنی
- کیتی کارلایل
- دیان کیلنتو
- الکس کینگستون
- ایئون گرافود
- هیو گریفیت
- یانگ گرین
- ایان گلن
- جولین گلوور
- برندن گلیسون
- مایکل گمبون
- شیلا گیش
- جان گیلگد
- تد لانگه
- لاورنس فاکس
- آیدا لوپینو
- چارلز لوتن
- فیلیپ لوک
- برنارد لی
- مایک لی
- ویوین لی
- اندرو لینکولن
- لری لینویل
- مایکل شین
- مایکل کیچن
- مایکل ویلیامز
- سارا مایلز
- جانت مک‌تیر
- متیو مک‌فادین
- پل مک‌گان
- کوین مک‌نالی
- لوئیز مکسول
- یان مک‌شین
- ملیندا مک‌گرا
- توبیاس منزیس
- راجر مور
- پائولین موران
- رابرت مورلی
- دیوید موریسی
- دین نوریس
- جان نویل
- پیتر واتکینز
- ایندیرا وارما
- دیوید وارنر
- جون وایتفیلد
- جان ورنن
- ادوارد وودوارد
- بن ویشاو
- ریچارد ویلسون
- تام ویلکینسون
- آنتونی هاپکینز
- داگلاس هاج
- سدریک هاردویک
- جان هارت
- جری هاردین
- لارنس هاروی
- فلیسیتی هافمن
- کاترین هانتر
- تروور هاوارد
- سالی هاوکینز
- جاناتان هاید
- کیران هایندز
- جین هرکس
- رزماری هریس
- سم هزلدین
- لیندی همینگ
- شیلا هنکاک
- ایان هولم
- ادوارد هیبرت
- پاتریشیا هیچکاک
- تام هیدلستون
- پیتر یاتز
- سوزانا یورک
- پدرو آلنسو